# 莉恰·龙祖利

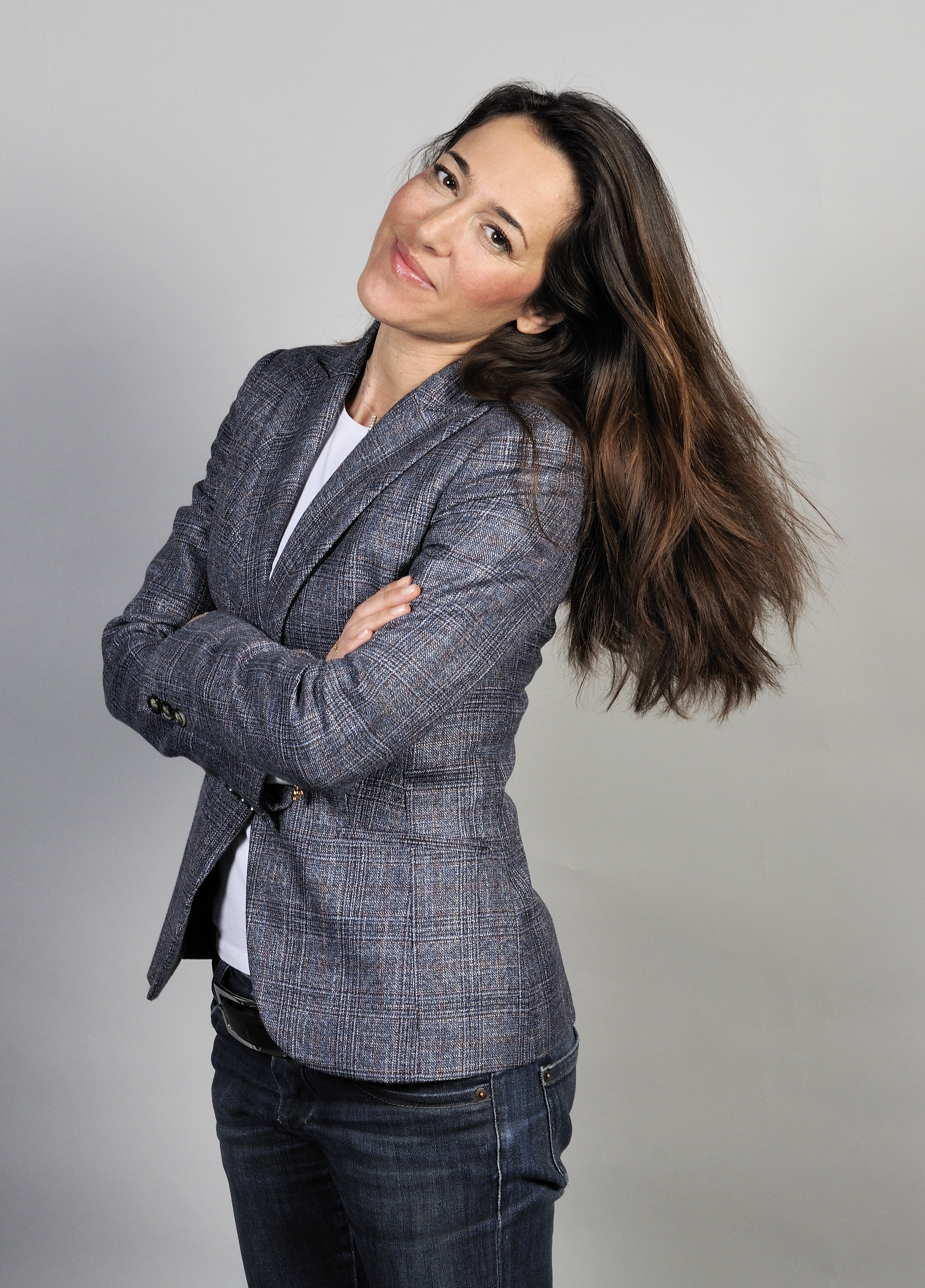
Licia Ronzulli (2014)

莉恰·龍祖利（義大利語：Licia Ronzulli，1975年9月14日—）是一名代表義大利的歐洲議會議員，為義大利自由人民黨成員，她的丈夫雷納托·切廖利（義大利語：Renato Cerioli）也是同政黨的成員。 她在2009年的歐洲議會選舉中獲選此職。她也是歐洲議會委員會的非洲、加勒比海和太平洋地區-歐盟聯合議會大會副主席和就業與社會事務委員會的成員。作為自由人民黨的成員她在歐盟則從屬於歐洲人民黨
除了歐盟議員的身分，龍祖利也以在歐洲議會會議上帶著她的小女兒維特莉亞同時出席而聞名。 在從政前她曾在義大利米蘭和孟加拉擔任護理人員。

## 簡傳
1975年生於義大利米蘭的龍祖利在獲得心理學職位後從事醫療相關的職業。曾在2003年擔任米蘭IRCCS加萊亞齊醫院的協調員部門擔任主任。
曾在2008年義大利國會選舉被提名為人民自由黨馬爾凱選區的候選人。 2009年她以40016票當選了義大利西北選區的歐洲議會議員，作為人民自由黨的成員她在歐盟議會加入了歐洲人民黨。在歐洲議會委員會她是就業與社會事務委員會的成員。以及「與南亞關係代表團」、「女權與性別平等委員會」、「環境、公共衛生與食品安全委員會」和「人權小組委員會」的替代成員。2009年9月16日她當選了非洲、加勒比海和太平洋地區-歐盟聯合議會大會（ACP-EU Joint Parliamentary Assembly）的副主席，該聯合議會致力於推動人權和民主的發展。
2010年9月22日，作為爭取職業婦女在兼顧家庭與事業上所擁有的權益的象徵，她帶著她44天大的女兒出席歐洲議會全體會議。爾後這名小女孩就經常跟著她的議員母親出現在歐洲議會的會議上，形成了一項特色。
2010年法國的女性雜誌費加洛夫人（法語：Madame le Figaro）把她列為世上最有影響力的女人排行上的第三名。

## 外部連結
- 莉恰·龍祖利的個人官網 （页面存档备份，存于）（意大利文）